# Pterocactus megliolii
Pterocactus megliolii är en kaktusväxtart som beskrevs av R. Kiesling. Pterocactus megliolii ingår i släktet Pterocactus och familjen kaktusväxter. Inga underarter finns listade i Catalogue of Life.

## Bildgalleri

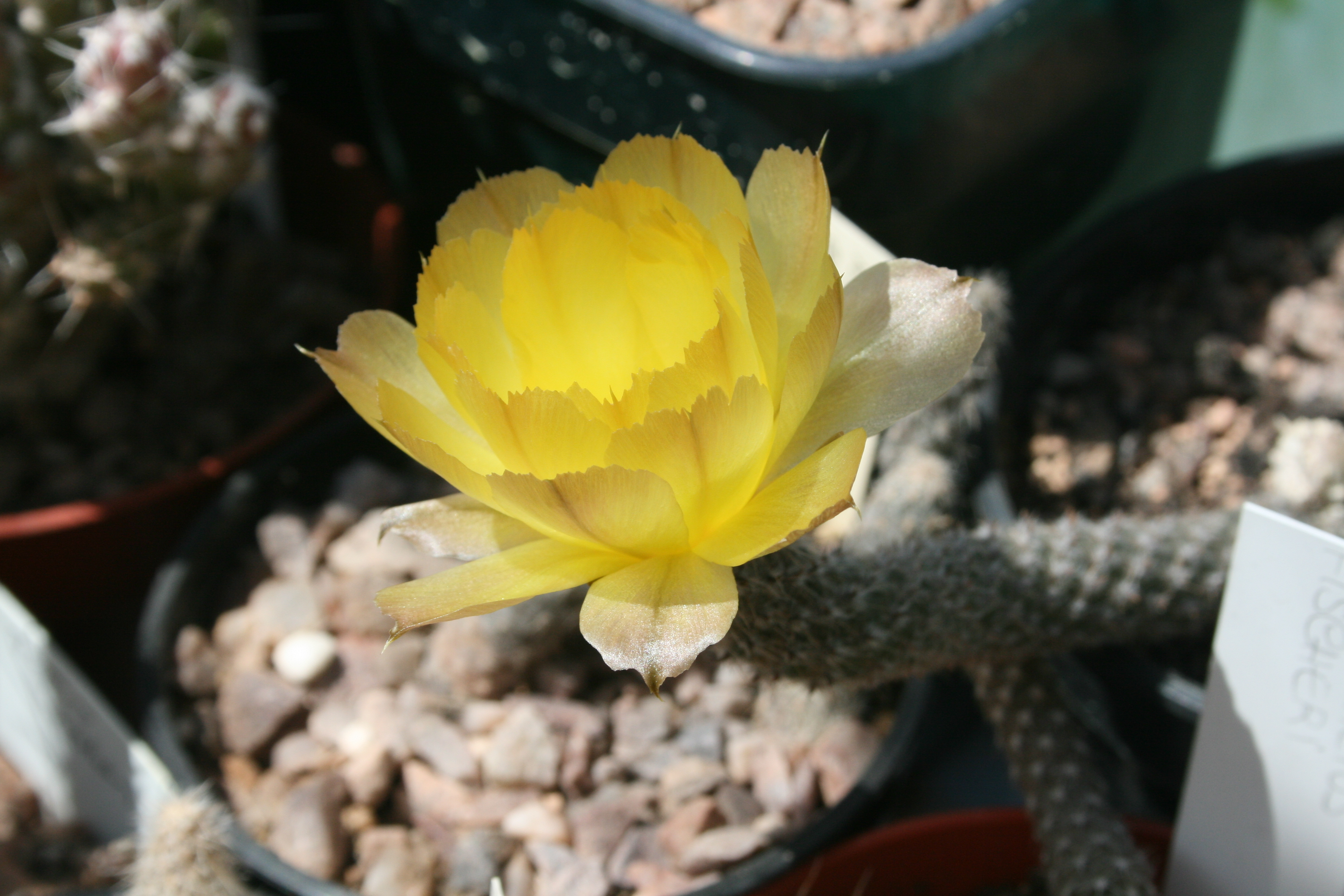